# 8291 Bingham
A 8291 Bingham (ideiglenes jelöléssel 1992 RV1) a Naprendszer kisbolygóövében található aszteroida. Eric Walter Elst fedezte fel 1992. szeptember 2-án.